# Gotcha journalism
Gotcha journalism (z ang. dziennikarstwo „i tu cię mam”) – w dziennikarstwie określenie oznaczające metodę wywiadu, polegającą na takim stawianiu pytań i prowokowaniu rozmówcy, by ten zdyskredytował sprawę, w obronie której przemawia, swój charakter, postawę bądź też osłabił swą reputację. Celem gotcha journalismu jest takie przygotowanie materiału filmowego lub dźwiękowego, by ten mógł zostać selektywnie przerobiony, kompilowany, a następnie wyedytowany czy opublikowany, stawiając rozmówcę w nieprzychylnym świetle. Termin pochodzi od angielskiego potocznego zwrotu gotcha, got you, znaczącego tyle co i tu cię mam, mam cię.

## Techniki
Jedną z metod używanych w gotcha journalismie jest takie oddalenie się od zamierzonego tematu wywiadu, by rozmówca nie spostrzegł się, iż zaczyna mówić o niekorzystnej dla niego sprawie. Gdy rozmówca wyrazi swoją opinię, którą dziennikarz chce zdyskredytować, zostaje przedstawiony materiał czy podane informacje potwierdzające opinię przeciwną. W gotcha journalismie rozmówca jest często zmuszony do obrony, nierzadko do tłumaczenia się ze swoich wcześniejszych wypowiedzi poza głównym tematem aktualnie przeprowadzanego wywiadu. W tego typu wywiadzie rozmówca nie jest w stanie jasno przedstawić swoich argumentów, zaprezentować w pełni swojej pozycji i powodów postawy.
Gotcha journalism zawsze z premedytacją dyskredytuje i ośmiesza rozmówców, przedstawiając ich jako samych sobie zaprzeczających, mających złą wolę, niekompetentnych czy też niemoralnych.
Manipulowanie cytatami, zdjęciami, szczególnie archiwalnymi jest czymś naturalnym w procesie edycyjnym, przede wszystkim w czasopismach, i nie może być potraktowane jako gotcha journalism, dopóki nie pojawią się jasne motywy chęci wprowadzenia w błąd rozmówcy, eksperta czy publiczności.

## Gotcha journalism w Stanach Zjednoczonych
W 1964 wyrokiem w sprawie New York Times Co. przeciwko Sullivan Sąd Najwyższy Stanów Zjednoczonych zmniejszył swobodę obrony osób publicznych przed zniesławianiem w mediach, ustalając możliwości ingerowania w życie i przeprowadzania ostrych wywiadów przez dziennikarzy prasowych, telewizyjnych czy radiowych.